# Ryan Yates
Ryan James Yates (Nottingham, 1997. november 21. –) angol labdarúgó, a Nottingham Forest középpályása és csapatkapitánya.
Yates 2005-ben csatlakozott a Forest akadémiájához, 2016 óta tagja a felnőtt csapatnak. Első szezonjában többször egy-egy hónapra kölcsönadták a Barrownak, a csapat menedzsere méltatta teljesítményét, kiemelte munkamorálját. Az amatőr ligákban eltöltött hónapokat követően már a harmadosztályba adták kölcsön, a Shrewsbury Town játékosa lett az évad végéig. A Peterborough United ellen mutatkozott be profi szinten, és itt kapta meg első piros lapját is. A 2017–2018-as szezont a Notts County csapatánál töltötte volna, de idő előtt visszahívták, majd szerződést hosszabbított és az évad fennmaradó részét a Scunthorpe United színeiben játszotta.
A 2019–2020-as évadtól kezdve folyamatos tagja volt a Forest felnőtt csapatának, de a 2021–2022-es évad jelentette számára az áttörést Nottinghamben, kulcsfontosságú szerepet játszott első feljutásukban a Premier League-be 23 év után, amiért a bajnokság legjobb játékosai közé is beválasztották a szezon végén. Sokáig a csapat helyettes kapitánya volt, de azt követően, hogy Joe Worrall egyre kevesebbet játszott és kölcsönben is elhagyta a csapatot, csapatkapitány lett.

## Statisztika
Frissítve: 2024. május 19.
| Csapat                         | Szezon           | Bajnokság        | Bajnokság | Bajnokság | Kupa | Kupa  | Ligakupa | Ligakupa | Egyéb | Egyéb | Összesen | Összesen |
| Csapat                         | Szezon           | Osztály          | P.        | Gólok     | P.   | Gólok | P.       | Gólok    | P.    | Gólok | P.       | Gólok    |
| ------------------------------ | ---------------- | ---------------- | --------- | --------- | ---- | ----- | -------- | -------- | ----- | ----- | -------- | -------- |
| Nottingham Forest              | 2016–2017        | Championship     | 0         | 0         | 0    | 0     | 0        | 0        | —     | —     | 0        | 0        |
| Nottingham Forest              | 2017–2018        | Championship     | 0         | 0         | 0    | 0     | 0        | 0        | —     | —     | 0        | 0        |
| Nottingham Forest              | 2018–2019        | Championship     | 16        | 1         | 0    | 0     | 1        | 0        | —     | —     | 17       | 1        |
| Nottingham Forest              | 2019–2020        | Championship     | 27        | 3         | 1    | 0     | 0        | 0        | —     | —     | 28       | 3        |
| Nottingham Forest              | 2020–2021        | Championship     | 34        | 2         | 1    | 0     | 1        | 0        | —     | —     | 36       | 2        |
| Nottingham Forest              | 2021–2022        | Championship     | 43        | 8         | 4    | 1     | 1        | 0        | 3     | 0     | 51       | 9        |
| Nottingham Forest              | 2022–2023        | Premier League   | 26        | 0         | 1    | 1     | 4        | 1        | —     | —     | 31       | 2        |
| Nottingham Forest              | 2023–2024        | Premier League   | 35        | 1         | 4    | 0     | 1        | 0        | —     | —     | 39       | 1        |
| Nottingham Forest              | Összesen         | Összesen         | 181       | 15        | 11   | 2     | 8        | 1        | 3     | 0     | 203      | 18       |
| Barrow (kölcsönben)            | 2016–2017        | National League  | 16        | 1         | 3    | 1     | 0        | 0        | 0     | 0     | 19       | 2        |
| Shrewsbury Town (kölcsönben)   | 2016–2017        | League One       | 12        | 0         | 0    | 0     | 0        | 0        | 0     | 0     | 12       | 0        |
| Notts County (kölcsönben)      | 2017–2018        | League Two       | 25        | 3         | 3    | 2     | 1        | 1        | 0     | 0     | 29       | 6        |
| Scunthorpe United (kölcsönben) | 2017–2018        | League One       | 16        | 2         | 0    | 0     | 0        | 0        | 2     | 0     | 18       | 2        |
| Karrier összesen               | Karrier összesen | Karrier összesen | 249       | 20        | 17   | 5     | 9        | 2        | 5     | 0     | 280      | 27       |

1. ↑  Pályára lépések a másodosztály rájátszásában
2. ↑  Pályára lépések a harmadosztály rájátszásában

## Sikerek és díjak
Nottingham Forest
- EFL Championship-rájátszás győztese: 2022[10]

Egyéni
- EFL Championship – A szezon csapata: 2021–2022[11]